# حنا كلاوس
حنا كلاوس (بالإنجليزية: Hanna Klaus)‏ هي طبيبة توليد ‏ وراهبة وطبيبة أمريكية، ولدت في 1928 في فيينا في النمسا.